# Schaafwond

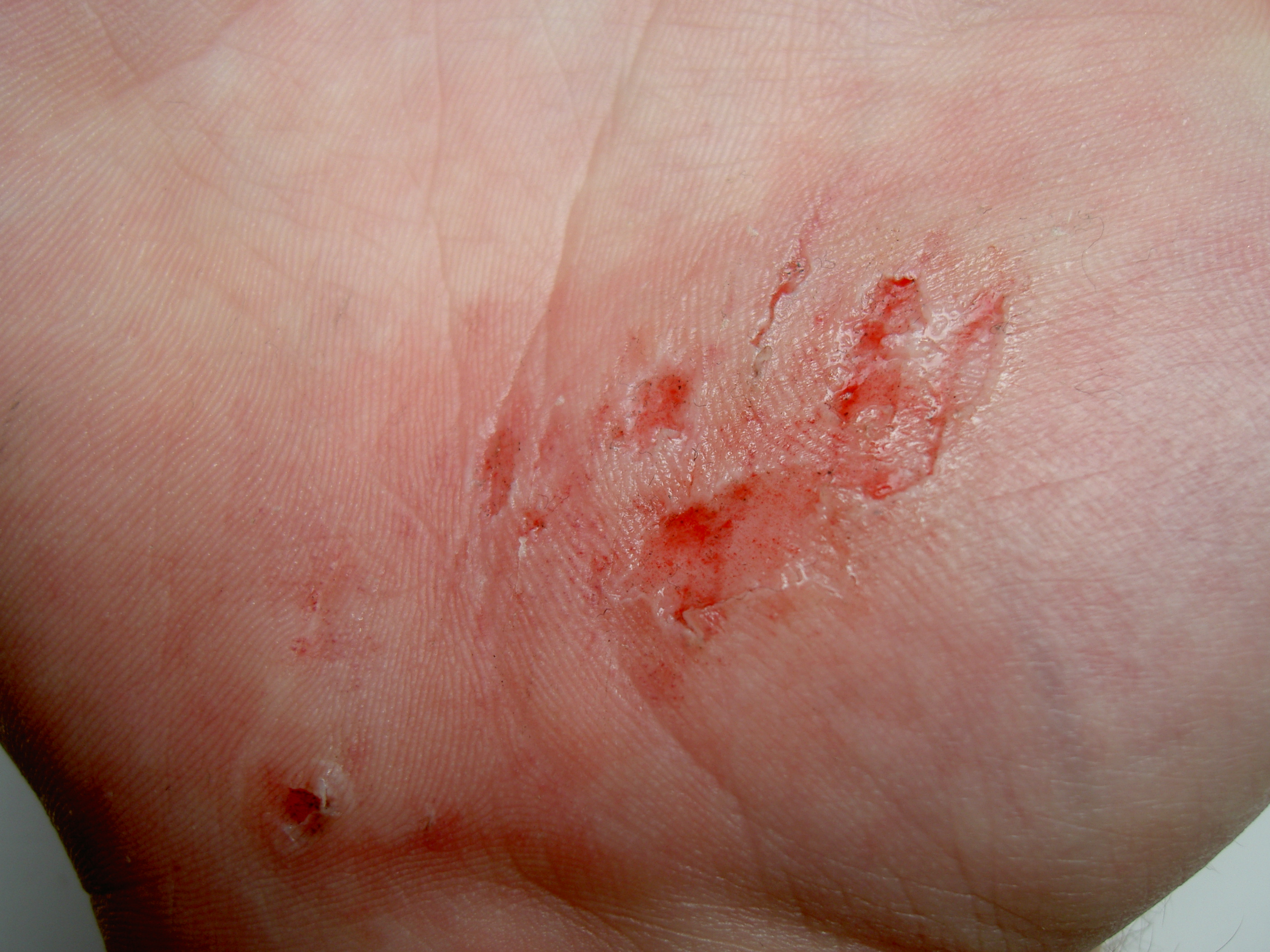
schaafwond op de hand

Een schaafwond of abrasie is een verbreking van de continuïteit van de huid waarbij ten minste een deel van de opperhuid door schurende werking is verdwenen. Vaak bij een val op een ruwe ondergrond waarbij de huid onder druk over dit oppervlak is geschoven. Bij diepere schaafwonden kunnen ook de lederhuid of diepere structuren zijn beschadigd of verdwenen.
Er bestaat dus een weefseldefect dat meestal niet kan worden aangevuld door terugleggen van het losgeraakte en verdwenen weefsel. De wond zal onder een verband of onder de korst moeten genezen. Als de gehele huiddikte van de wond is verdwenen, moet re-epithelialisatie vanuit de wondranden komen, wat langzaam gaat. Soms kan dan een huidtransplantatie de genezing bespoedigen en het cosmetisch resultaat verbeteren.

## Behandeling van een gewone, oppervlakkige schaafwond
Een gewone schaafwond, waarbij de huid niet over de hele dikte is verdwenen, kan men het beste goed schoonmaken en alle zichtbare vuil onder de kraan met water en zeep, desnoods met een borsteltje, verwijderen om latere straatvuiltatoeage te voorkomen en het infectierisico zo klein mogelijk te maken. Dan afdekken met steriel gaas of een pleister, liefst een met een anti-vastkoeklaag.
Als de gewonde in de laatste tien jaar geen tetanusvaccinatie meer heeft gehad, zou een arts kunnen overwegen om een tetanusvaccin toe te dienen, met name indien er straatvuil in de wond is gekomen.